# Rex Chapman
Pour les articles homonymes, voir Chapman.
Rex Everett Chapman (né le 5 octobre 1967 à Bowling Green dans le Kentucky) est un ancien joueur professionnel américain de basket-ball. Formé à l'université du Kentucky, il a joué en championnat NBA de 1988 à 2000. Drafté par les Hornets de Charlotte, il joua au poste d'ailier dans quatre franchises différentes :
- Hornets de Charlotte (1988-1992)
- Bullets de Washington (1992-1995)
- Heat de Miami (1995-1996)
- Suns de Phoenix (1996-2000)

Il est l'un des seuls joueurs blancs à avoir jamais participé au NBA Slam Dunk Contest, avec Chris Andersen, Tom Chambers, Brent Barry, Bob Sura et plus récemment Mac McClung. Sa fin de carrière a été marquée par des blessures à répétition qui l'ont conduit à arrêter le basket-ball en 2000 pour intégrer l'équipe dirigeante des Suns de Phoenix. De 2004 à 2005, il a commenté les playoffs de la NBA sur la chaine TNT. En 2005, il a rejoint l'équipe dirigeante des Timberwolves du Minnesota, et en 2006, il est engagé par les Nuggets de Denver comme vice-président.
En 2011, il est élu au Temple de la renommée des sportifs du Kentucky.